# スマッシュ・ヒッツ
スマッシュヒッツ （Smash Hits）は、ジミ・ヘンドリックス・エクスペリエンスによるコンピレーション・アルバムであり、主にシングル盤の1.2.面に収められていたナンバーから構成されている。また本作は、ジミ・ヘンドリックスについての最初のコンピレーション・アルバムでもある。
1968年、イギリスのトラック・レコードからモノラル音源に基づいてリチャンネルしたステレオ版が発売された。翌1969年、アメリカのリプリーズ・レコードからステレオ版が発売された。両国版の収録曲は異なり、それは両国版の『アー・ユー・エクスペリエンスト?』の収録曲が異なることと対応している。
日本版の収録曲は、イギリス版に準じている。 

## 収録曲

### イギリス版・日本版
A面
1. 紫のけむり - Purple Haze – 2:52
2. ファイア - Fire – 2:45
3. 風の中のマリー - The Wind Cries Mary – 3:20
4. キャン・ユー・シー・ミー - Can You See Me – 2:33
5. 第51回記念祭 - 51st Anniversary – 3:16
6. ヘイ・ジョー - Hey Joe (Billy Roberts) – 3:30

B面
1. ストーン・フリー - Stone Free – 3:36
2. 賭博師サムのサイコロ - The Stars That Play with Laughing Sam's Dice – 4:21
3. マニック・デブレッション - Manic Depression – 3:42
4. ハイウェイ・チャイル - Highway Chile – 3:32
5. 真夜中のランプ - Burning of the Midnight Lamp – 3:39
6. フォクシー・レディ - Foxy Lady – 3:18

1985年2月、ポリドールのレーベルでCD化された。

### アメリカ版
A面
1. Purple Haze – 2:52
2. Fire – 2:45
3. The Wind Cries Mary – 3:20
4. Can You See Me – 2:33
5. Hey Joe (Roberts) – 3:30
6. All Along the Watchtower – 4:00

B面
1. Stone Free – 3:36
2. Crosstown Traffic – 2:19
3. Manic Depression – 3:42
4. Remember – 2:48
5. Red House – 3:50
6. Foxey Lady (sic) – 3:19

1989年、リプリーズ・レコードのレーベルでCD化された。

## 参加ミュージシャン
- ジミ・ヘンドリックス – vocals, guitar, piano, bass guitar
- ミッチ・ミッチェル – drums, backing vocals
- ノエル・レディング – bass guitar, backing vocals